# 鋸尾副革單棘魨
鋸尾副革單棘鲀又名副革單棘魨，俗名假日本婆、假橫帶扁背魨、鞍斑單棘魨，为輻鰭魚綱魨形目鱗魨亞目單棘魨科的一種。

## 分布
本魚分布于印度太平洋區，包括東非、南非、模里西斯、紅海、馬爾地夫、塞席爾群島、留尼旺、斯里蘭卡、印度、泰國、越南、日本、中國、台灣、菲律賓、印尼、澳洲、新幾內亞、關島、聖誕島、馬紹爾群島、帛琉、薩摩亞群島、斐濟、新喀里多尼亞、東加、萬那杜等海域。

## 深度
水深1至25公尺。

## 特徵
本魚體側扁，吻部突出。第一背鰭棘特化成強棘，表皮粗糙無鱗片。魚體白色，且具2大2小的黑色橫斑。背鰭硬棘2枚；背鰭軟條25至28枚；臀鰭軟條22至25枚，背鰭和臀鰭無色，尾鰭淡黃色，體長可達11公分。體型和外型與瓦氏尖鼻魨〔Canthigaster valentini〕極度相似。

## 生態
本魚棲息於清澈的潟湖與臨海礁石。通常獨居性或形成小群魚群，屬肉食性，以魚卵、腹足動物等為食。

## 經濟利用
為相當受歡迎的觀賞魚，不供食用。